# Arquidiócesis de Huancayo
La arquidiócesis del Huancayo (en latín: Archidioecesis Huancayensis) es una circunscripción eclesiástica de la Iglesia católica en Perú. Se trata de una arquidiócesis latina, sede metropolitana de la provincia eclesiástica de Huancayo. Desde el 12 de febrero de 2024 su arzobispo es Luis Alberto Huamán Camayo, de los Misioneros Oblatos de María Inmaculada.

## Territorio y organización
La arquidiócesis tiene 15 145 km² y extiende su jurisdicción sobre los fieles católicos de rito latino residentes en 5 provincias del departamento de Junín: Huancayo, Concepción, Chupaca, Jauja, Yauli.
La sede de la arquidiócesis se encuentra en la ciudad de Huancayo, en donde se halla la Catedral de la Santísima Trinidad.
La arquidiócesis tiene como sufragáneas a las diócesis de Huánuco y de Tarma.
En 2021 en la arquidiócesis existían 46 parroquias agrupadas en 5 vicarías: Cada vicaria episcopal está a cargo de un vicario episcopal, además funge también como párroco de la parroquia sede de su vicaría:
| Vicaria Episcopal | Titular                        | Parroquias |
| ----------------- | ------------------------------ | ---------- |
| I                 | Gary John Carbajal Huincho     | 18         |
| II                | Mario Vilcahuamán Castro       | 7          |
| III               | William Orihuela Gómez         | 11         |
| IV                | Hermann Josef Wendling, SS.CC. | 7          |
| V                 | Enrique Tizón Basurto          | 4          |

Santuarios
- Santuario de Nuestra Señora de Cocharcas, en los distritos de Sapallanga y Orcotuna (Huancayo);
- Santuario del Señor de Muruhuay, en el distrito de Acobamba, Tarma;
- Santuario del Señor de los Milagros de la Ciudad de Huancayo;
- Santuario Mariano Arquidiocesano de María Auxiliadora, en el Colegio Salesiano Santa Rosa de Huancayo.

Para atender las aspiraciones al ministerio presbiteral, el arzobispado cuenta con un seminario mayor para la formación de los aspirantes al sacerdocio en el clero secular.
- Seminario Mayor San Pio X. Se enfoca en ofrecer una formación conjunta para los futuros sacerdotes de la región centro del Perú.[3] El seminario fue establecido en 1962 por Mariano Jacinto Valdivia y Ortiz, obispo de Huancayo. La sede actual se ubica en el anexo de Umuto, distrito de El Tambo, provincia de Huancayo. El seminario en 2013 acogía a 60 aspirantes al sacerdocio pertenecientes de las diócesis de Huánuco, Tarma, Huancayo, Ayacucho y Caravelí. El rector actual es el presbítero José Francisco Montero Sánchez.

### Provincia eclesiástica
La provincia eclesiástica de Huancayo está formada por la arquidiócesis de Huancayo —que es la sede metropolitana— y las diócesis sufragáneas de Huanúco y Tarma. Además, el arzobispo de Huancayo es el metropolitano de la provincia y tiene autoridad muy limitada sobre las diócesis sufragáneas.
La provincia tiene alrededor de 96 parroquias, abarca unos 73 177 km² en los que habitan aproximadamente 2 213 000 católicos. La diócesis de Huanuco es la sede episcopal más antigua de la provincia siendo erigida en 1865.
| Datos comparativos entre las jurisdicciones de la provincia | Datos comparativos entre las jurisdicciones de la provincia | Datos comparativos entre las jurisdicciones de la provincia | Datos comparativos entre las jurisdicciones de la provincia | Datos comparativos entre las jurisdicciones de la provincia |
| ----------------------------------------------------------- | ----------------------------------------------------------- | ----------------------------------------------------------- | ----------------------------------------------------------- | ----------------------------------------------------------- |
| Sedes                                                       | Erigida                                                     | Área (km²)                                                  | Número de católicos                                         | Parroquias                                                  |
| Huancayo                                                    | 18 de diciembre de 1944                                     | 15 154                                                      | 812 000                                                     | 44                                                          |
| Tarma                                                       | 15 de mayo de 1958                                          | 13 032                                                      | 578 000                                                     | 18                                                          |
| Huanuco                                                     | 17 de marzo de 1865                                         | 45 000                                                      | 823 000                                                     | 34                                                          |
| Total                                                       | Total                                                       | 73 177                                                      | 2 213 000                                                   | 96                                                          |

## Historia
La diócesis de Huancayo fue erigida el 18 de diciembre de 1944 con la bula Supremum Apostolatus del papa Pío XII, obteniendo el territorio de la diócesis de Huánuco. Originalmente fue sufragánea de la arquidiócesis de Lima. Su primer obispo fue Leonardo José Rodríguez Ballón.
El 15 de mayo de 1958 cedió una parte de su territorio para la erección de la prelatura territorial de Tarma (hoy diócesis de Tarma) mediante la bula Ecclesiae navem del papa Pío XII, abarcando las provincias de Daniel A. Carrión, Pasco, Junín y Tarma.
El 30 de junio de 1966 fue elevada al rango de arquidiócesis metropolitana con la bula Quam sit christifidelibus del papa Pablo VI. Su primer arzobispo fue Mariano Jacinto Valdivia y Ortiz.
El cardenal Pedro Barreto fue nombrado el 17 de julio de 2004, tomó posesión de la arquidiócesis el 5 de septiembre y recibió el palio de manos papa Benedicto XVI el 29 de junio de 2005 en Roma en la festividad de los apóstoles Pedro y Pablo.
Tras desempeñarse como vicario general de la arquidiócesis, el presbítero Carlos Alberto Salcedo Ojeda fue nombrado por el papa Francisco como obispo auxiliar de Huancayo y titular de Mattiana el 30 de enero de 2006.

## Estadísticas
Según el Anuario Pontificio 2022 la arquidiócesis tenía a fines de 2021 un total de 540 307 fieles bautizados.
| Año                                                                             | Población            | Población | Población      | Sacerdotes | Sacerdotes    | Sacerdotes    | Bautizados por sacerdote | Diáconos permanentes | Religiosos | Religiosos | Parroquias |
| Año                                                                             | Bautizados católicos | Total     | % de católicos | Total      | Clero secular | Clero regular | Bautizados por sacerdote | Diáconos permanentes | Varones    | Mujeres    | Parroquias |
| ------------------------------------------------------------------------------- | -------------------- | --------- | -------------- | ---------- | ------------- | ------------- | ------------------------ | -------------------- | ---------- | ---------- | ---------- |
| 1950                                                                            | 380 000              | 380 000   | 100.0          | 73         | 32            | 41            | 5205                     |                      | 50         | 53         | 30         |
| 1965                                                                            | 370 000              | 400 000   | 92.5           | 78         | 42            | 36            | 4743                     |                      | 44         | 40         | 46         |
| 1970                                                                            | 370 000              | 390 000   | 94.9           | 48         | 14            | 34            | 7708                     |                      | 43         | 65         | 34         |
| 1976                                                                            | 755 652              | 785 652   | 96.2           | 56         | 31            | 25            | 13 493                   | 1                    | 32         | 64         | 34         |
| 1980                                                                            | 460 000              | 630 000   | 73.0           | 54         | 28            | 26            | 8518                     |                      | 33         | 61         | 34         |
| 1990                                                                            | 724 000              | 799 000   | 90.6           | 59         | 31            | 28            | 12 271                   |                      | 36         | 43         | 37         |
| 1999                                                                            | 745 027              | 827 808   | 90.0           | 53         | 31            | 22            | 14 057                   | 1                    | 29         | 72         | 44         |
| 2000                                                                            | 764 894              | 869 198   | 88.0           | 59         | 35            | 24            | 12 964                   | 1                    | 47         | 76         | 44         |
| 2001                                                                            | 998 350              | 1 092 993 | 91.3           | 72         | 46            | 26            | 13 865                   | 1                    | 47         | 72         | 44         |
| 2002                                                                            | 684 493              | 911 744   | 75.1           | 67         | 39            | 28            | 10 216                   |                      | 36         | 73         | 44         |
| 2003                                                                            | 720 224              | 783 107   | 92.0           | 63         | 41            | 22            | 11 432                   |                      | 35         | 73         | 44         |
| 2004                                                                            | 728 867              | 792 505   | 92.0           | 67         | 43            | 24            | 10 878                   |                      | 29         | 74         | 46         |
| 2006                                                                            | 748 000              | 807 000   | 92.7           | 62         | 40            | 22            | 12 064                   |                      | 29         | 80         | 44         |
| 2013                                                                            | 812 000              | 874 000   | 92.9           | 77         | 43            | 34            | 10 545                   |                      | 49         | 122        | 44         |
| 2016                                                                            | 839 000              | 903 000   | 92.9           | 70         | 39            | 31            | 11 985                   |                      | 36         | 108        | 44         |
| 2019                                                                            | 530 869              | 742 830   | 71.5           | 65         | 42            | 23            | 8167                     |                      | 25         | 95         | 45         |
| 2021                                                                            | 540 307              | 840 371   | 64.3           | 60         | 44            | 16            | 9005                     |                      | 20         | 93         | 46         |
| Fuente: Catholic-Hierarchy, que a su vez toma los datos del Anuario Pontificio. |                      |           |                |            |               |               |                          |                      |            |            |            |

## Episcopologio
- Leonardo José Rodriguez Ballón, O.F.M. † (6 de julio de 1945-13 de junio de 1946 nombrado arzobispo de Arequipa)
- Daniel Figueroa Villón † (22 de septiembre de 1946-17 de diciembre de 1956 nombrado obispo de Chiclayo)
- Mariano Jacinto Valdivia y Ortiz † (17 de diciembre de 1956-10 de febrero de 1971 retirado)
- Eduardo Picher Peña † (31 de mayo de 1971-14 de junio de 1984 nombrado ordinario militar de Perú[nota 1])
- Emilio Vallebuona Merea, S.D.B. † (30 de agosto de 1985-28 de noviembre de 1991 falleció)
  - Sede vacante (1991-1995)
- José Paulino Ríos Reynoso (2 de diciembre de 1995-29 de noviembre de 2003 nombrado arzobispo de Arequipa)
- Cardenal Pedro Ricardo Barreto Jimeno, S.I. (17 de julio de 2004-12 de febrero de 2024 retirado)
- Luis Alberto Huamán Camayo, O.M.I., desde el 12 de febrero de 2024